# Inkwizytorzy papiescy Toskanii
Lista inkwizytorów papieskich działających w Toskanii od XIII wieku do połowy XVI wieku, tj. do momentu, gdy zapoczątkowana przez papieża Pawła III w 1541–1542 reforma inkwizycji papieskiej we Włoszech, prowadząca do przekształcania jej w inkwizycję rzymską, objęła także Toskanię.
Początkowo inkwizycja w Toskanii była w rękach dominikanów. We Florencji byli oni wyznaczani do zadań heretyckich już od roku 1227, choć początkowo ich zadania miały charakter raczej duszpasterski, a nie sądowo-śledczy. Pierwszym udokumentowanym inkwizytorem Toskanii był dominikanin Ruggiero Calcagni, który działał w latach 40. XIII wieku. W 1254 roku papież Innocenty IV zadecydował jednak, że w tym regionie Włoch inkwizytorami będą franciszkanie i nadał franciszkańskiemu prowincjałowi Toskanii prawo mianowania i odwoływania inkwizytorów. W prowincji tej, zgodnie z rozporządzeniem Innocentego IV, miało działać dwóch inkwizytorów. Z zachowanego materiału źródłowego wynika, że do tego rozporządzenia się stosowano, a inkwizytorzy rezydowali przeważnie we Florencji i Sienie.

## Okres do 1275
- Ruggiero Calcagni OP (ok. 1240–1245)
- Giovanni Oliva OFM (1258–1266)[1]
- Compagno da Prato OFM (1260)[1]
- Ugolino da Cetona OFM (1269)[1]
- Matteo da Poggibonsi OFM (~1273)[1]

## Okres od 1275

### Inkwizytorzy rezydujący we Florencji (od 1275)
- Guiccardino da San Gimignano OFM (1275–1281)[1]
- Salomone da Lucca OFM (1281–1285)[1]
- Bartolomeo da Siena OFM (1283–1289)[1]
- Benedetto OFM (1289–1296)[1]
- Alamanno da Lucca OFM (1296–1298)[1]
- Grimaldo da Prato OFM (1300–1302, 1310–1315)[1]
- Andrea da Firenze OFM (1302–1310)[1]
- Antonio da Arezzo OFM (1316–1319)[1]
- Pace da Catelfiorentino OFM (1319–1322)[1]
- Michele d'Arezzo OFM (1322–1325)[1][2]
- Tedicio Fabbri de Tolosini OFM (1326)[1]
- Accursio Bonfantini OFM (1326–1329)[1]
- Pietro da Prato OFM (1330–1332)[1]
- Mino Daddi da San Quirico OFM (1332–1334)[3]
- Filippo di Orlando OFM (1335–1338)[4]
- Giovanni Badii OFM (1338)[5]
- Andrea da Perugia OFM (1339)[6]
- Piero di Aquila OFM (1344–1346)[7]
- Michele Lapi OFM (1347)[8]
- Bernardo de Guasconi OFM (1354, 1363)[9]
- Vitale da Cesena OFM (1354–1358)[10]
- Gabriele da Volterra OFM (1366)[11]
- Andrea di Ricco OFM (1370–1373)[12]
- Pier di Serlippi OFM (1373–1379)[13]
- Ludovico Nerli da Firenze OFM (1379)[14]
- Albizzo Ubaldini da Firenze OFM (1379)[15]
- Tedaldo Della Casa OFM (1381)[16]
- Galgano di Massa OFM (1383)[17]
- Amerigo Martini di Massa OFM (1388)[18]
- Paolo da Rimini OFM (1389)[19]
- Tedaldo Della Casa OFM (1390)[16]
- Lodovico Gianni di Firenze OFM (1392)[20]
- Gregorio Frosini di Pisa OFM (1393)[21]
- Giovanni Gianni da Firenze OFM (1398)[22]
- Francesco Landini d'Arezzo OFM (1399)[23]
- Angelo Salvetti di Siena OFM (1400)[24]
- Michele Buonaccorsi OFM (1401)[25]
- Marco d'Ambrogio Massani OFM (1401)[26]
- Francesco Curzio di Montalcino OFM (1403)[27]
- Francesco da Prato OFM (1404)[28]
- Bartolomeo Franceschi da Siena (ok. 1405)[29]
- Angelo Salvetti di Siena OFM [ponownie] (1408)[24]
- Giacomo di Freduccio Tegrimi di Lucca OFM (1409)[30]
- Lotto Albizzi di Firenze OFM (1409)[31]
- Giovanni Opezzinghi da Calcinaja OFM (1410)[32]
- Giovanni Gianni da Firenze OFM [ponownie] (1411)[22]
- Matteo di Antonio Renuccini di Siena OFM (1412)[33]
- Domenico Bertini di Siena OFM (1414)[34]
- Matteo di Antonio Renuccini di Siena OFM [ponownie] (1415)[33]
- Domenico Bertini di Siena OFM [ponownie] (1416)[34]
- Agostino Borghesi di Siena OFM (1417)[35]
- Marco d'Ambrogio Massani OFM [ponownie] (1418)[36]
- Scolastico de Monte Alcino OFM (1420)[37]
- Bartolomeo dalla Badia a Isola Senese OFM (1421)[38]
- Michele di Nanni Salvi di Siena OFM (1422)[39]
- Angelo Tommasi Corsini OFM (1423)[40]
- Marco d'Ambrogio Massani OFM [po raz trzeci] (1424)[41]
- Luca Cioni OFM, inkwizytor Toskanii (1425)[42]
- Giuliano Ridolfi di Firenze OFM (1427)[43]
- Pietro Cacciafocchi da Prato OFM(1430, zm. 1430)[44]
- Bartolomeo da Arezzo OFM (1436–1437)[45]
- Giacomo Biadi OFM (1437–1439)[46]
- Francesco Micheli da Padova OFM (1439–1446?, 1472–1473)[47]
- Niccolò Spinelli di Firenze OFM (1446, zm. 1468)[48]
- Bernardino da Firenze OFM (1485)[49]
- Juraj Dragisic OFM (1488–1490)[50]
- Pietro Mazzanti OFM (1490–1500?)[51]
- Gherardo Latini di Firenze OFM (w 1517, zm. 1525)[52]
- Paolo da Fucecchio OFMConv (w 1519)[53]
- Antonio de Serristori OFMConv (?, zm. 1560)[54]
- Matteo Neroni OFM (w 1528)[55]
- Antonio Cinozzi OFMConv (1538–1548?)[56]

### Inkwizytorzy rezydujący w Sienie (od 1340)
- Simone Filippi da Spoleto OFM (1340)[57]
- Francesco d'Altimanno Ugurgeri OFM (1342)[58]
- Andrea Tolomei OFM (1344)[59]
- Giacomo Sozzimo Tolomei da Siena OFM (1365–1371)[60]
- Pier di Serlippi OFM (1371)[13]
- Giacomo Sozzimo Tolomei da Siena OFM [ponownie] (1372–1378)[60]
- Bartolomeo d'Arezzo OFM (1390–1427)[61]
- Luca Cioni OFM (1427–1428)[62]
- Antonio Martini de Montevarchi OFM (1437–1437)[63]
- Lorenzo Giusti da Siena OFM (1437–1439)[64]
- Giacomo di Stefano da Siena OFM (1439–1441?)[65]
- Guglielmo Giannetti OFM (1441?–1443)[66]
- Jacopo Spatari OFM (1443)[67]
- Niccolò Guelfi di Prato OFM (ok. 1445)[68]
- Sebastiano Bucelli di Firenze OFM (1448)[69]
- Pietro Gherardi di San Giovanni nel Valdarno OFM (ok. 1450)[70]
- Mariano Graziani di Siena OFM (ok. 1455)[71]
- Girolamo Giusi di Siena OFM (1456)[72]
- Bartolomeo Cambi da Firenze OFM (1459)[73]
- Giovanni Fagnani di Crema OFM (1459–1461)[74]
- Francesco Sansoni di Siena OFM (1461–1466)[75]
- Bartolomeo di Pietro Compagnini OFM (1466–1468)[76]
- Giovanni Pietro da Monte Ilcino OFM (1468)[77]
- Francesco Fuligni da Montalciano OFM (1469)[78]
- Lorenzo da Montepulciano OFM (ok. 1470)[79]
- Lorenzo di Ganghereto OFM, inkwizytor Pizy i Sieny (1471–1473)[80]
- Giovanni Pietro da Monte Ilcino OFM [ponownie] (1475–?)[77]
- Luca Cappelli di Siena OFM (1489)[81]
- Giovanni di Salvadore Angeli di Lucignano OFM(ok. 1490–1496?)[82]
- Francesco Fuligni da Montalciano OFM [ponownie] (1496–?)[78]
- Gioan Giacomo Dini di Lucignano OFM (?–1519)[83]
- Cosimo Grifoli di Lucignano OFMConv (1519?–1528?)[84]
- Mattia Roti di Siena OFMConv (1528–1537?)[85]
- Agostino Paci di Siena OFMConv (1537–1559?)[86]
- Alessandro del Taia OFMConv (1559–1560)[87]
- Cornelio da Siena OFMConv (1560–1562)[88]
- Cristoforo da Verruchio OFMConv (1562–1566?)[89]
- Geremia Bucchio da Udine OFMConv (1566–1569)[90]

### Pozostali
- Giacomo da Pistoia OFM, inkwizytor w Prato (1270–1279)[1]
- Bonaventura da Firenze OFM (1279)[1]
- Uguccione da Bisegno OFM (1281–1283)[1]
- Giacomo da Lucca OFM (1284)[1]
- Caro de Avitis OFM (1289–1290)[1]
- Giovanni da Castiglione OFM (~1290?)[1]
- Matteo Buoferra OFM (1294)[1]
- Angelo da Arezzo OFM (1295–1300)[1]
- Giovanni da Siena OFM (1304)[1]
- Filippo da Lucca OFM (1305–1311)[1][91]
- Bartolomeo OFM (1331)[92]
- Servodio OFM (1331)[92]
- Bartolino da Perugia OFM (1333)[93]
- Francesco da Perugia OFM (1333)[93]
- Giovanni da Casale OFM, inkwizytor Toskanii (1344)[94]
- Angelo Del Meglio d'Arezzo OFM, inkwizytor w Arezzo (ok. 1347?, zm. 1379)[95]
- Ludovico di Antonio Asciano OFM, inkwizytor w Pizie (1490)[96]